# Nourma Yunita
Nourma Yunita (ur. 6 czerwca 1965 w Surakarcie) – indonezyjska piosenkarka.
Początek jej kariery przypadł na lata 70. XX wieku. Popularność przyniósł jej utwór „Kakek yang Sakti”. Na antenie stacji TVRI prowadziła, wraz z Tantowi Yahyą, program Country Road, będący pionierskim w skali kraju programem muzycznym o tematyce country. Współpracowała z Farizem RM.
Wystąpiła w filmie Pokoknya Beres z 1983 r.
W 1990 r. ukończyła studia na uczelni Universitas Pancasila w Dżakarcie.